# Добра надежда (крепост)
 Тази статия е за крепостта в Кейптаун.  За географския нос вижте Добра надежда (нос).  
Крепостта „Добра надежда“ (на английски: Castle of Good Hope; на нидерландски: Kasteel de Goede Hoop; африкаанс: Kasteel van Goeie Hoop) е звездовидно фортификационно съоръжение от 17 век в Кейптаун, Република Южна Африка.
Въпреки че поначало е издигнато на брега на залива Тейбъл Бей, в резултат от изкуствено пресушаване на почвите съоръжението днес се оказва в централната част на града. През 1936 година крепостта е обявена за исторически паметник. След реставрационни дейности през 1980-те години, днес се смята за най-добре запазения форт на Нидерландската източноиндийска компания.

## История
Построена от Нидерландската източноиндийска компания между 1666 и 1679 година, крепостта „Добра надежда“ е най-старата оцеляла колониална сграда в Южна Африка.
Тя е изградена на мястото на по-старо укрепление, построено от глина и дърво от нидерландския завоевател и основател на града Ян ван Рибек при пристигането му през 1652 година на нос Добра надежда. След първоначалното укрепление през 1654 година на устието на река Солт Ривър са построени и 2 редута. Целта на нидерландските заселници е Кейптаун да служи като междинна спирка за попълване на хранителните запаси на нидерландските кораби по изпълненото с опасности плаване покрай нос Добра надежда по пътя им към Източните Индии (днес Индонезия).
През 1664 година нараства напрежението между Великобритания и Нидерландия и започват да се носят слухове за война. Същата година Захариас Вагенер, наследник на Ван Рибек, получава нареждане да построи петоъгълна каменна крепост. Първият камък е положен на 2 януари 1666 година. Работата често е прекъсвана, тъй като Нидерландската източноиндийска компания с нежелание отделя средства за проекта. На 26 април 1679 г. 5-те бастиона на крепостта са наименувани с 5-те основни титли, носени от Уилям III Орански (принц на Оранж): Леердам, Бюрен, Каценелбоген, Насау, Орание.
През 1682 година старият вход е заменен от укрепена порта, а 2 години по-късно над главния вход е издигната камбанария, чиято камбана – най-старата в Южна Африка – била отлята в Амстердам през 1697 година от звънаря Клод Фреми с тегло малко над 300 kg. Камбаната се ползвала да известява за часа, както и да предупреждава гражданите в случай на опасност, тъй като звънът ѝ се чувал на разстояние от 10 km. С камбаната също така се събирали гражданите и войниците, когато трябвало да се направят важни съобщения.
В крепостта са поместени църква, фурна, разни работилници, жилищни и работни помещения, затворнически килии. Първоначалната жълта боя за стените е била избрана, защото смекчавала ефекта на парещото слънце.
Вътрешният двор на крепостта е разделен на 2 части от крепостна стена, построена да предпазва гражданите при нападение. Стената е проектирана от Луи Мишел Тибо, има релефи и скулптури от Антон Анрайт. Оригиналната преграда е построена през 1695 година, но съвременният ѝ вид датира от преустройството, продължило от 1786 до 1790 г. Съобщенията до войниците, бюргерите и робите в Кейптаун били четени от балкон.
Крепостта „Добра надежда“ е първият исторически паметник на територията на ЮАР, официално обявен през 1936 година. По-късно е обявена за национален паметник (1969) и за обект на провинциалното наследство от 1 април 2000 г. Мащабна реставрациия е завършена през 1980-те години. По време на Втората англо-бурска война (1899 – 1902) част от крепостта е използвана за затвор, като килиите с уреди за мъчение могат да се видят.
В крепостта е било настанено местното командване на Въоръжените сили на ЮАР в провинция Западен Кейп.
Днес в нея се съхранява имущество на местния полк резервисти, настанен е Кейптаунският планински полк (от механизираната пехота). Тя помещава военен музей, галерия с произведения на изкуството, съдържаща колекция картини и старинна мебелировка, както и керамика.

## Галерия
- Входът, погледнат отвътре
- Фронтонът над главния вход на крепостта
- Външният двор на крепостта